# Нік Ваал
Нік Ваал (норв. Nic Waal), при народженні Кароліна Швайгор Ніколаусен (норв. Caroline Schweigaard Nicolaysen, 1905–1960) — норвезька психіатриня, педіатриня, письменниця. Засновниця Інституту Нік Ваал. Роботою з дітьми та підлітками заслужила ім'я «матері норвезької дитячої та підліткової психіатрії». Під час Другої світової війни учасниця норвезького Руху Опору німецькій окупації. Ізраїльський Інститут Катастрофи і героїзму Яд ва-Шем присвоїв їй почесне звання «праведник народів світу».

## Біографія
Кароліна Швайгор Ніколаусен була наймолодшою з чотирьох дітей офіцера Вільгельма Бернхофа Ніколауса та Анни Горн (Anna Horn). Народилася та виросла в Осло. Її син Гельге Ваал, розповідав, що в дитинстві вона страждала психосоматичним захворюванням і через це навчалася вдома у свій перший рік у гімназії. Потім, з осені 1921 року, відвідувала Кафедральну школу Осло, де разом з нею вчилися такі відомі люди, як Трюгве Буль, Карл Еванг і Трюгве Бротей.
Вступила в Університет Осло, стала радикальною соціалісткою і закінчила навчання у 1930 році. Долучилася до комуністичного руху Мот Даг і працювала в редакції видання «Æsculap». Її політичні переконання змусили її до кінця життя займатися соціальними питаннями, особливо пов'язаними з дітьми, підлітками та жінками.
Студенткою Ніколаус вперше зіткнулася з психоаналізом, цьому сприяли і власні психологічні проблеми. У 1927 році вона подружилася з письменником Сігурдом Гулем. Це був практично шлюб по листуванню, і у 1936 році він закінчився розлученням. Вона продовжила вивчати психоаналіз у Берліні під керівництвом Саломеї Кемпнер, однієї з найкращих фахівців з психоаналізу того часу, що загинула у Варшавському гетто. У 1933—1934 була прийнята у німецьку і дансько-норвезьку психоаналітичні асоціації. У 1936 Ніколаусен розлучилася з Гулем і в 1937 одружилася з Весселем Ваалом, взявши його прізвище.
У Берліні вона познайомилася з Вільгельмом Райхом і пішла за ним, коли він втік від нацистського режиму в Норвегію. Потім вчилася в іншого біженця — австрійця Отто Феніхеля, і працювала разом з Райхом до 1939, коли відкрила власну психіатричну практику і стала працювати у психіатричній лікарні Гаустада до 1947 року.
Під час німецької окупації Норвегії з 1940 по 1945 роки Ваал брала участь в діяльності Руху Опору. Вона була ключовою фігурою в успішній евакуації групи єврейських дітей, коли стало відомо про їх швидку депортацію з метою подальшого знищення (всі діти, вислані на судні SS «Donau», на борту якого потрапили б, безсумнівно, і врятовані, виявилися у підсумку в газових камерах Освенцима). За ці дії вона була зарахована до числа норвезьких праведників світу. Також Нік Ваал працювала в норвезькій підпільній розвідці XU.. Навесні 1945 року вона була ненадовго заарештована. Втекла до Швеції.
Відразу ж після закінчення війни Ваал відновила професійну діяльність. Вона залишалася у штаті психлікарні Гаустад, а також працювала в університетської лікарні «Уллевол», у Данії, США, Швейцарії та Франції. У 1951 році вона отримала сертифікат психіатра, а в 1953 році, одна з перших в Норвегії, в галузі дитячої та юнацької психіатрії.
Після того, як вона не змогла отримати роботу в Інституті дитячої та юнацької психіатрії, Ваал заснувала і очолила власний (Інститут Нік Ваал), яким керувала аж до своєї смерті у 1960 році, також знаходячи час, щоб допомагати неповнолітнім злочинцям. 
Вона народила двох дітей від Весселя Ваала — психіатра Гельге Ваала (який став її біографом) і дитячого психолога Беріт Ваал Скаслієн. У 1951 році вона розлучилася з чоловіком і пошлюбила Алекса Гелью. Він загинув через нещасний випадок на воді у 1954 році. Потім вони з Ваалом знову зійшлися і жили разом до її смерті.

## Професійна діяльність
Почавши професійний шлях під впливом особистих психологічних проблем, Нік Ваал проявила неабияку ретельність у дослідницькій та громадській діяльності, а також у викладанні. Вона зробила внесок у такі дисципліни:
- Психоаналіз і психіатрія. При цьому Ваал, увібравши ідеї Райха, не опинилася під їх впливом і працювала незалежно. Зробила внесок в психіатрично-соматичні техніки діагностики;
- Норвезька дитяча і підліткова психіатрія, в яких вона була піонеркою;
- Людська сексуальність, в тому числі дитяча та підліткова;
- Освіта. Її інститут розробив освітні програми для навчання шести професіям, в тому числі і не пов'язаних з психіатрією і медициною, наприклад, психологія, соціальна робота і клінічна освіта.

Інститут Нік Ваал, хоча він і був через деякий час перейменований, залишається одним з провідних у Норвегії.